# Östertokan
Östertokan (finska: Itätoukki, Itä-Tonttu) är en ö i Finland.   Den ligger i kommunen Sibbo i den ekonomiska regionen  Helsingfors  och landskapet Nyland, i den södra delen av landet, 16 km sydost om huvudstaden Helsingfors.
Terrängen på Östertokan är varierad. Öns högsta punkt är 6 meter över havet.